# 普雷斯科特 (密蘇里州)
普雷斯科特（英語：Prescott）是位於美國密蘇里州德克薩斯縣的非建制地區。

## 歷史
普雷斯科特的郵局於1898年設立，其後於1953年停運。

## 地理
普雷斯科特所處的海拔為高於海平面355米（即1165英呎），而該地所採用的時區為UTC-6，即北美中部時區（CST）。同時該地設有夏令時間，為UTC-6調快一小時，即UTC-5（CDT）。